# Skoraczew
Skoraczew – wieś w Polsce położona w województwie wielkopolskim, w powiecie średzkim, w gminie Nowe Miasto nad Wartą.
W latach 1975–1998 miejscowość administracyjnie należała do województwa poznańskiego.
Pałac rozbudowano w 1880 r. na zlecenie Celestyna Krajewskiego. Polegało to na dobudowaniu do istniejącego parterowego dworu piętrowego skrzydła z okazałym głównym wejściem, które stało się tym samym główną fasadą. Kolejny właściciel Tadeusz Krajewski w 1937 r. powtórzył pomysł swojego poprzednika i zdublował fasadę, dobudowując do niej jeszcze większą i okazalszą, a wejście poprzedził portyk kolumnowy dźwigający balkon pierwszego piętra.